# Raión de Batalpashínskaya
El raión de Batalpashínskaya (en ruso: Баталпашинский район) fue una unidad territorial y administrativa del óblast autónomo Karachái-Cherkeso y del krai del Cáucaso Norte de la Unión Soviética entre 1324 y 1931, con centro en la stanitsa Batalpashínskaya (actual Cherkesk).

## Historia
El raión de Batalpashínskaya se formó el 2 de junio de 1924 como parte del óblast autónomo Karachái-Cherkeso. El 26 de abril de 1926, el óblast autónomo se dividió en el óblast autónomo Karachái y el Ókrug nacional Cherkeso y el 1 de mayo, el raión fue transferido al ókrug de Armavir del krai del Cáucaso Norte.
El distrito incluía los selsoviet de Batalpashínskaya, Zelenchukskaya, Isprávnaya, Kardoníkskaya, Krasnogorski, Nikoláyevski, Ovechkinski, Storozhevói y Ust-Dzhegutinski.
En 1930, se abolió el sistema de ókrug en la URSS y el raión de Batalpashínskaya quedó directamente subordinado al krai del Cáucaso Norte.
El 10 de julio de 1931, por resolución del Presidium del Comité Ejecutivo Central Panruso, se abolió el raión. Al mismo tiempo, los selsoviet de Batalpashínskaya, Nikolayevski, Ovechkinski y Storozhevói fueron transferidos al óblast autónomo Cherkeso, y los selsoviets Zelenchukski, Kardonikski, Krasnogorski y Ust-Dzhegutinski fueron transferidos al óblast autónomo Karachái. Los selsoviet Ispravnski y Frolovski fueron transferidos al raión de Otrádnaya del krai del Cáucaso Norte.
El 20 de noviembre de 1931, mediante resolución adicional del Presidium del Comité Ejecutivo Central Panruso, se aclaró que:
1. Se abolía el raión de Batalpashínskaya del krai del Cáucaso Norte, distribuyendo su territorio de la siguiente manera:
a) Los consejos de aldea de Zelenchukski, Kardonikski, Krasnogorski y Ust-Dzhegutinski, con todos sus asentamientos constitutivos, se clasificaron como óblast autónomo de Karachái;
b) el jútor Novo-Jopyorski del selsoviet Ovechkinski se asignó al raión de Kursavski;
c) el jútor Balajonovsky del selsoviet Batalpashinski se asignó al raión de Nevinnomisk;
d) los selsoviet Ispravni y Frolovski se adscribieron al raión de Otrádnaya;
e) el selsoviet Batalpashinsky, con excepción del jútor Balajonovsky, todo el selsoviet Nikolayevsky, el selsoviet Ovechkinski, sin el jútor Novo-Jopiorski, todo el selsoviet Storozhevói y las tierras del sovjoz de cereales y el sovjoz Ovtsevod se atribuyeron al óblast autónomo Cherkeso.
2. Las tierras del sovjoz de cereales Batalpashinski, situadas en el raión de Yesentukí, pasaron a formar parte del óblast autónomo Cherkeso.
3. Las tierras de la filial de Batalpashínskaya del sovjoz Оvtsevod, ubicadas en el selsoviet Ispravnski, raión de Otrádnaya, se incluyeron en el óblast autónomo Cherkeso.